# Mederdra (departement)
Mederdra är ett departement i Mauretanien.   Det ligger i regionen Trarza, i den sydvästra delen av landet, 110 km söder om huvudstaden Nouakchott.